# عزيز الرسام
عزيز الرسام (18 فبراير 1950) شاعر وأديب عراقي معاصر.

## عن حياته
ولد عزيز الرسام وإسمه الاصلي عزيز اربيح عبيد علي في مدينة الناصرية في العام 1950م، وهو من عشيرة الحجام في قضاء سوق الشيوخ، متعدد المواهب في الرسم والتصميم والخط وكاتب سينا رست وملحن وأصبح شاعرا بالصدفة، أكمل دراسته الابتدائية في مدرسة الكاظمي الابتدائية في مسقط رأسه، عاش حياة مريرة بسبب الفقر والمشاكل العائلية الكثيرة وفي بداية مراهقته عاش في ضياع، ولكن كل هذه الظروف استطاعت إن تجعل منه شاعرا مهما في عالم الأغنية العراقية والعربية.

## شهرته الغنائية
إشتهر بكتابته لبعض أغاني كاظم الساهر ، ومنها «شلون أودعك يالعزيز» و«عبرت الشط علي مودك» و «واللي تلدغة الحية» واغنية لا يا صديقي واغنية مشيتني بدرب الالم وغيرها لكاظم الساهر ومنها لمهند محسن.

## أغاني كتب كلماتها
- لا يا صديقي.
- عبرت الشط.
- لدغة الحية.
- كلك على بعضك حلو.
- سلمتك بيد الله.
- متحرك إحساسي.
- إشجابرك على المر.
- غزال.
- العزيز.
- النار أصيح النار.
- ابعد عني يابن الناس.
- سنيني وياك متغرب.
- عابر سبيل.
- درب الألم.
- يارايح البنان.
- يازمن.
- تريد أسامح.
- بعد بأحلى العمر.
- عزيز بس بالاسم.
- لا ليلي ليل ولا صبح.
- سنة ونص .
- هي كوه ما احبك.
- ارتاحيتي.
- حاولت العب لعبتك.
- ياظلام.
- آه آوى هنا.
- لو بس أنت.